# 베를린 쇤하우저 알레역
베를린 쇤하우저 알레역(Bahnhof Berlin Schönhauser Allee)역은 베를린 팡코구 팡코에 있는 베를린 순환선 및 베를린 U2의 철도역이다.

## 순환선
1871년 7월 17일 순환선의 북동부 구간이 개업했고, 1877년 전 구간이 연결되었다. 쇤하우저 알레 아래에 있는 정거장은 1879년 8월 1일에 개업했고, 1889년 아카데믹 미술 스타일로 설계된 작은 대합실이 건설되었다. 프렌츨라우어 베르크 일대에 임대 주택이 대량으로 건설되면서 역 이용객 수가 증가했다. 1900년에는 노면전차 노선이 개통되었고, 1913년에는 도시 철도가 연결되었다. 같은 해에 그라이펜하겐교(Greifenhagener Brücke)와 연결되는 그라이펜하게너 슈트라세(Greifenhagener Straße)로 연결되는 출구와 동부 대합실이 건설되었다.
1922년 7월 27일에 치러진 발터 라테나우의 장례식 당시에는 베를린의 모든 운수 회사가 업무를 축소하여 베를린 지하철, 노면 전차, 버스가 운행을 중단했다. 그 결과 순환선 열차로 모든 승객이 몰리면서 열차 내부는 만원이었고, 탑승하지 못한 승객은 열차 옆 발판에 매달려서 이동했다. 한 승객은 열차 출입문을 붙잡고 있었고, 게준트브루넨-쇤하우저 알레간을 이동하고 있었을 때 문이 갑자기 열리면서 가방 안에 있었던 장대가 튀어나왔다. 이 장대가 옆쪽 선로까지 침범했고, 마주오는 열차에 있었던 발판에 매달린 승객을 튕겨 내보냈다. 정확한 위치는 알려져 있지 않다. 그 결과 18명이 즉사했고, 사건 발생 몇 시간 후에 사망자가 34명으로 증가했고, 부상자 약 50명이 발생했다.다음 날 집계 결과 사망자가 45명으로 증가했다. 반면 가방의 소유자는 사고 현장에서 무사히 살아남았다.
1929년 2월 1일 첫 전동차가 운행했다. 그 이전까지는 증기 기관차 견인 열차가 운행했다.
제2차 세계 대전 기간에도 이 역은 정상 영업했으며, 1945년 3월부터 6월까지는 전력 부족으로 전동차가 운행하지 못했다. 베를린 분단과 장벽 건설 이후 이용객의 패턴이 바뀌었다. 1952년 12월에는 독일국영철도에서 쇤하우저 알레-보른홀머 슈트라세간 화물선을 전철화했다. 1961년부터 베를린 순환선이 동서로 나뉘었으며, 전철화된 화물선을 따라서 보른홀머 슈트라세역으로 진입하지 않고 팡코 방면으로 진행했다. 1962년에는 흰색 세라믹 타일로 외부를 마감한 철근 콘크리트제 대합실이 건설되었고, U반과 S반 직접 환승 통로가 개설되었다.
독일 재통일 이후 mfi Management für Immobilien AG에서 S반 승강장 위에 쇼핑 센터 건설을 계획했다. 이 과정에서 1995년부터 1997년까지 S반 승강장이 개보수되었다. 개보수 과정에서 과거의 대합실 건물이 모두 철거되었고, 1997년부터 1999년까지 쇤하우저 알레 아르카덴(Schönhauser Allee Arcaden) 쇼핑 센터가 건설되었다. 2017년 초에는 역사 북부 외벽에 이 역과 역 주변의 과거 사진이 전시되었다.
역 승강장이 곡선 승강장이기 때문에 기관사가 시야를 확보할 수 없어서 1인 승무 기관사가 직접 출발을 지시하는 ZAT/ZAT-FM 도입 이후에도 역 직원이 출발 신호를 내린다.

## 도시 철도
호흐반게젤샤프트의 원래 계획 노선은 알렉산더 광장과 도심을 잇는 노선이었다. 팡코 행정부에서는 1905년에 노선 건설을 추진했으며, 당시 건설 중이었던 슈피텔마르크트-알렉산더플라츠간 지하철 노선을 순환선상의 노르트링역(Bahnhof Nordring)까지 연장하는 계획은 1907년 12월 22일에 승인되었다. 1910년 3월에 해당 구간이 착공되었다. 슈피텔마르크트역 일대 지하 건설비 상승과 쇤하우저 알레를 따라 하수관거 설치가 불가능했기 때문에 이 구간에서는 지상 고가로 건설되었다. 1913년 슈피텔마르크트-노르트링 구간이 완공되었다.
역사는 알프레드 그레난데르가 설계했다. 이 역과 다른 고가 도시철도역의 설계에는 차이가 있었다. 역사에는 외벽이 건설되어 선로 부분까지 완전히 지붕이 덮였다. 역사 내부에는 벽면과 천장에 조명 시설이 설치되었다. 도로 폭이 협소하여 다른 고가역과는 다르게 별도의 장식물을 설치하지 않았다.
1925년/1926년에는 호흐반게젤샤프트에서 남쪽 추가 출입구를 건설했다. 환승 승객은 역 이용객의 상당 부분을 차지하고 있었다. 1929년 역 총 이용객은 900만 명이었으며, 포츠다머 플라츠역(1300만 명), 알렉산더플라츠역 및 할레셰스 토어역(각각 1100만 명)에 이어서 네 번째로 이용객 수가 많았다. 출퇴근 시간에는 90초 배차 간격을 도입하려고 했으나 역에 설치된 인상선 부족으로 인하여 잘 지켜지지 않았다. 그 결과 베를린 시와 호흐반게젤샤프트에서는 피네타슈트라세역까지 연장을 결정했다. 1927년에 착공하여 1930년 6월 29일까지는 이 역에서 북쪽으로 팡코(피네타슈트라세)역까지 연장되었고, 그 결과 쇤하우저 알레역의 인상선은 철거되었다. 1936년 2월 1일 지하철역 이름이 노르트링에서 쇤하우저 알레로 S반과 통일되었다.
1939년 9월 1일부터는 제2차 세계 대전으로 인하여 등화관제가 도입되었다. 제2차 세계 대전 중에는 파괴되지 않았지만 1945년 말 베를린 전투로 인해서 영업을 중지했다. 1945년 5월 26일부터 알렉산더플라츠-쇤하우저 알레간 단선 운행이 재개되었고, 6월 8일부터는 복선 운행이 재개되었다. 팡코(피네타슈트라세)까지의 운행은 같은 해 8월 1일에 재개되었다. 1950년 8월 18일 모렌슈트라세역 재개장으로 U2 노선이 완전히 복구되었다. 동베를린 BVG에서는 1955년/1956년에 남부 및 중앙 출입구를 확장하고 북부 출입구를 신설했다. 해당 출입구는 사암으로 마감되었고 노란색 타일로 외부가 마감된 소형 대합실로 연결되었다.
1961년 베를린 장벽 건설로 역 이용객의 패턴이 바뀌었다. 포츠다머 플라츠역이 유령역이 되면서 거기에 있었던 에스컬레이터를 쇤하우저 알레역으로 이설했다. 1962년에는 S반과의 직접 환승 통로가 개통되었다. 1987년 베를린 750주년 기념 행사를 위해서 도시 철도역이 새로 칠해졌지만 전면 보수 공사에는 들어가지 않았다. 독일의 재통일 이후 팡코역 방면 연장을 위해서 제네펠더플라츠-피네타슈트라세 구간 개보수공사가 진행되었다. 2004년 이후에는 역사의 부분별 유지 보수 공사가 진행되었다. 2004년에는 지하철역과 지상을 연결하는 엘리베이터가 설치되었고, 2005년/2006년에는 S반 환승 통로로 연결되는 중앙 출구, 2007년에는 남부 출구, 2010년에는 역사 유지 보수 공사가 진행되었다.

## 인접 철도역
베를린 노면전차 M1 및 베를린 버스 N2번과 환승 가능하다.
| 베를린 S반                          | 베를린 S반 | 베를린 S반                                  |
| ----------------------------------- | ---------- | ------------------------------------------- |
| 게준트브루넨 반시계방향 순환        | S41 · S42  | 프렌츨라우어 알레 시계방향 순환             |
| 보른홀머 슈트라세 비르켄베르더 방면 | S8         | 프렌츨라우어 알레 그뤼나우(빌다우) 방면     |
| 보른홀머 슈트라세 팡코 방면         | S85        | 프렌츨라우어 알레 쇠네바이데(그뤼나우) 방면 |
| 베를린 지하철                       |            |                                             |
| 에베르스발더 슈트라세 룰레벤 방면   | U2         | 피네타슈트라세 팡코 방면                    |